# Henne Strand
Henne Strand er et bade- og turiststed ved Vesterhavet i Sydvestjylland. Den hører til Varde Kommune og Region Syddanmark. Man mener, at Henne Strand oprindelig er grundlagt som vikingeby. Bebyggelsen rummer adskillige specialbutikker, overnatningssteder, samt nogle få restauranter og andre spisesteder. 
I området omkring Henne Strand ligger mange feriehuse, der især lejes ud til tyskere og danskere. De største veje i bebyggelsen er Strandvejen, Gøge- og Gejlbjergvej. På Strandvejen ligger to hoteller og en svømmehal og på Porsevej findes desuden en badepension bygget i 1937, fortsat bevaret i sin oprindelige stil. Øst for selve Henne Strand ligger landsbyen Henne (el. Henneby), der er vokset sammen med feriebyen og mest er præget af sommerhusbebyggelser samt familiecampingpladsen, Henneby Camping.

## Naturen omkring Henne Strand
Det sydvestjyske område er præget af hvide sandstrande, klitter og skov. Nord for Henne Strand kommer man således først til Lyngbo Hede, en 236 ha stor, fredet hede. I nordlig retning finder man ligeledes Blåbjerg Klitplantage, der har navn efter Danmarks højeste klit, Blåbjerg. Den ligger 64 m.o.h. med vid udsigt over såvel havet, som over landet bag klitplantagen. Tættere på havet ligger Gammelgab, Ringkøbing Fjords oprindelige udløb i Vesterhavet, der nu er sandet til; men fortsat ligger som en række søer i området mellem Henne Strand og Nymindegab. I området er der et rigt dyre- og fugleliv; bl.a. kronvildt.
Syd for Henne Strand ligger Kærgård Klitplantage; et område, der i offentligheden er blevet kendt for Grindstedværkets deponering af giftaffald i 1960'erne, hvilket fortsat har alvorlige negative følger for miljøet i klitplantagen. Alligevel kan et besøg i plantagen være interessant, bl.a. på grund af den høje klit, Gråmulebjerg, og den tilsandede egeskov, Kærgård Løvklitter. Træerne her er oprindeligt spiret frem flere meter under den nuværende overflade, og løbende blevet dækket af fygesand som de dog vedbliver at vokse op over.